# Diaphone barnsi
Diaphone barnsi är en fjärilsart som beskrevs av Louis Beethoven Prout 1921. Diaphone barnsi ingår i släktet Diaphone och familjen nattflyn. Inga underarter finns listade i Catalogue of Life.

## Bildgalleri

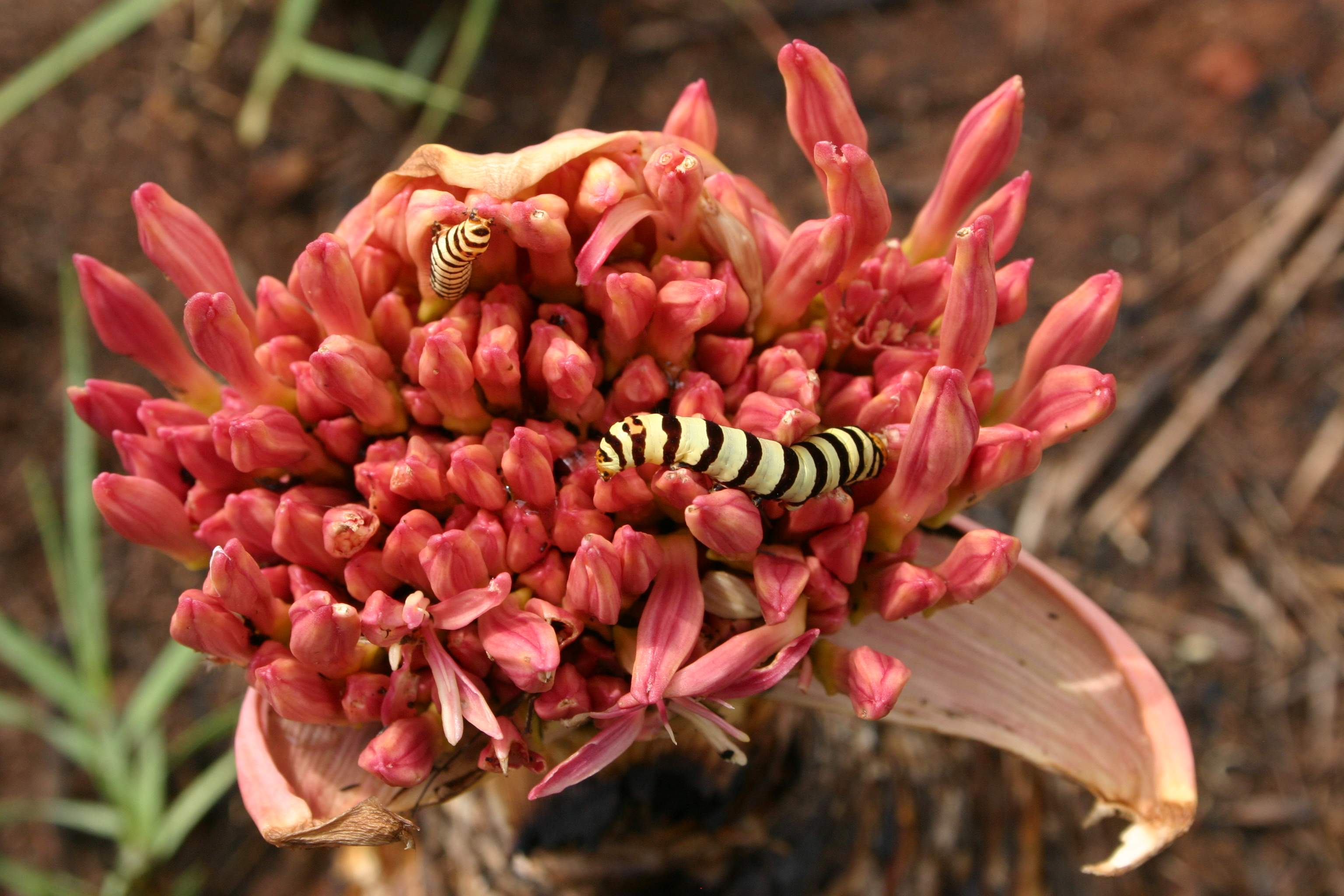